# Diastylis polaris
Diastylis polaris is een zeekommasoort uit de familie van de Diastylidae. De wetenschappelijke naam van de soort is voor het eerst geldig gepubliceerd in 1871 door Sars.